# Третьяков, Павел Петрович
Павел Петрович Третьяков (1864—1937) — российский и советский конструктор стрелкового оружия и организатор оружейного производства, начальник Тульского Императора Петра Великого оружейного завода, первый руководитель тульского Конструкторского бюро приборостроения, генерал-майор (Российская империя).

## Биография
Выходец из старинной знатной боярской семьи. Сын купеческого приказчика. Уроженец Нюландской губернии. Общее образование получил в Гельсингфорской Александровской русской гимназии, которую окончил с серебряной медалью.
1 сентября 1881 года поступил во второе Константиновское училище. За отличную учёбу его имя было высечено на почётной мраморной доске училища, а сам он был переведён для продолжения учёбы в старший класс Михайловского артиллерийского училища. Окончив училище с отличием, в 1884 году был направлен в 24-ю артиллерийскую бригаду (где его сослуживцем был будущий изобретатель колёсного станка для пулемёта Максима, А. А. Соколов).
Прослужив четыре года в войсках, П. П. Третьяков продолжил военное образование. Поступил в 1888 году в Михайловскую артиллерийскую академию и закончил по первому разряду. По окончании академии ему был вручён «Знак отличия за окончание курса». За успехи в учёбе 1890 году он был произведён в чин штабс-капитана и назначен преподавателем учебной команды в 24-й артиллерийской бригаде. В этот же период он перевёлся в гвардейскую артиллерию и в 1892 году был направлен на Тульский Императора Петра Великого оружейный завод.
Там он последовательно занимал должности: помощника начальника мастерской (1892—1896), начальника мастерской (1896—1906), штаб-офицер по технической части (1906—1910), штаб-офицер по поверке изделий (1910—1913), помощник командира Тульского Императора Петра Великого оружейного завода по технической части (1913—1915).
При непосредственном участии П. П. Третьякова завод приступил к успешному освоению и организации пулемётного производства. Вносились усовершенствования в конструкцию пулемёта Максима. Третьяков лично побывал в Англии на заводах фирмы «Виккерс» для изучения технологии производства пулемёта и его полигонных испытаниях. По возвращении в Россию на родном заводе П. П. Третьяков внёс в конструкцию пулемёта множество изменений и добился полной взаимозаменяемости всех его механизмов. По сути дела был создан новый русский аналог легендарного пулемёта. Затем на его основе появился «7,62-мм станковый пулемёт Максима обр. 1910 г.», существенно облегчённый по сравнению с оригиналом (масса без воды 20,3 кг). Он стоял на вооружении царской, а затем и Красной армии до конца Великой Отечественной войны. Впоследствии пулемёт эпизодически использовался в военных конфликтах, а также экспортировался, некоторая часть была утилизована. С распадом СССР пулемёт попал на баланс армий новых государств, возникших на бывшей советской территории. Отдельные случаи применения пулемёта отмечены в ходе вооружённых конфликтов пост-советском пространстве.
В 1913 году П. П. Третьяков выезжал во Францию, чтобы помочь французским оружейникам. За эту помощь французское правительство в 1915 году удостоило его высшей награды страны — Командорского креста ордена Почётного Легиона. Так высоко французы оценили консультации Павла Петровича по организации производства лёгких автоматов, которые он дал им в 1913 году.
В 1915 году П. П. Третьяков был назначен начальником Тульского Императора Петра Великого оружейного завода. Шла первая мировая война. И завод делал всё возможное для снабжения воюющей русской армии оружием. Он добился в ГАУ, чтобы ученикам Тульской оружейной школы, находящейся в штате завода и готовившей кадры оружейных мастеров, было дозволено заниматься ремонтом вышедшего из строя в ходе боевых действий отечественного оружия и консервацией взятого в качестве трофеев иностранного оружия на Тульском арсенале. Тем самым ученики имели возможность на практике познавать азы оружейного мастерства. А, самое главное, по окончании школы в войска направлялись истинные оружейные мастера, уже имеющие огромный опыт эксплуатации оружия.
П. П. Третьяков также возглавлял с октября 1916 года строительство нового оружейного завода (ныне АК «Туламашзавод»), где, в основном, было сосредоточено пулемётное и инструментальное производство. В июне 1917 года Павел Петрович возглавил комиссию по подготовке производства автоматов В. Г. Фёдорова.
П. П. Третьяков вполне лояльно отнёсся к Октябрьской революции 1917 года, но, несмотря на это он, всё же, был освобождён от должности начальника завода и в 1918 году откомандирован на Ковровский завод для приёмки образцов автоматов Фёдорова. По возвращении в Тулу в 1920 году Павла Петровича назначили на должность начальника пулемётного отдела Оружейного завода.
В связи с увеличением объёмов работ по ремонту, восстановлению и модернизации ручного оружия возникла потребность в организации при ТОЗе конструкторского бюро. Эта задача была поставлена перед П. П. Третьяковым. И с ней он справился блестяще. В 1927 году им была создана первая в истории России государственная организация для разработки стрелкового оружия — Проектно-конструкторское бюро (ПКБ) ручного оружия при Тульском оружейном заводе, впоследствии известное как ЦКБ-14, а затем ГУП «КБП».

Создатели ШКАСа. П. П. Третьяков третий слева в заднем ряду

Бюро продолжило заниматься модернизацией пулемёта Максима, модернизировало винтовку Мосина. При П. П. Третьякове началась разработка легендарного пистолета ТТ, а также авиационного скорострельного пулемёта системы Шпитального-Комарицкого образца 1932 года (ШКАС), который опередил своё время. Этот пулемёт воплотил в себе уникальные конструкторские решения, которые ещё не знало мировое оружейное сообщество. Эти решения позволили пулемёту стать непревзойдённым по скорострельности среди одноствольных пулемётов в XX—XXI вв. С созданием пистолета ТТ и авиапулемёта ШКАС началась триумфальная и легендарная история Тульского КБП.
За те два года, что П. П. Третьяков создавал и руководил ПКБ, он успел совершить главное — основал оружейную школу со своими конструкторскими традициями и сплочённым коллективом единомышленников. Всё это позволило ГУП «КБП» на протяжении всей своей истории оставаться лидером своего направления оружейного дела.
В 1929 году выдающийся конструктор угодил под первую волну репрессий. Его приговорили к высшей мере, заменённой затем 10 годами исправительно-трудовых лагерей. А вскоре вернули в Тулу, в одну из первых конструкторских «шарашек». В течение целого года (1930—1931) он вынужден был находиться на территории завода под присмотром сотрудников ГПУ. Раз в неделю дозволялась встреча с родственниками. В 1931 году его полностью освободили, но на прежнюю должность не вернули, дали всего лишь отдел изобретательства и рационализации.
Павел Петрович Третьяков скончался 16 апреля 1937 года в Туле и был похоронен на Всехсвятском кладбище Тулы.

## Послужной список (Российская империя)
По гвардейской пешей артиллерии:
- В службу вступил 1 сентября 1881 г.
- Подпоручик 7 августа 1882 г.
- Поручик 7 августа 1886 г.
- Штабс-капитан 7 июня 1890 г.
- Капитан 25 июля 1895 г.
- Штабс-капитан гвардейский 6 мая 1895 г.
- Капитан 6 декабря 1898 г.
- Полковник 14 апреля 1892 г.
- Генерал-майор 6 апреля 1914 г.

## Награды (Российская империя)
- Орден Святого Станислава 3 ст., 1897 г.
- Орден Святой Анны 3 ст.
- Орден Святого Станислава 2 ст., 1906 г.
- Орден Святой Анны 2 ст.
- Орден Святого Владимира 4 ст., 1910 г.
- Орден Святого Владимира 3 ст., 1913 г.
- Орден Святого Станислава 1 ст., 1915 г.
- Орден Святой Анны 1-й ст., 10.04.1916.
- Командорский крест ордена Почётного легиона (Франция), 1915 г.
- Нагрудный знак «В память 200-летнего юбилея основания Императорского Тульского оружейного завода императором Петром I Великим»
- Нагрудный знак «В память 50-летнего состояния великого князя Михаила Николаевича в должности генерал-фельдцейхмейстера»[15]

## Семья
Был женат, пятеро детей: три сына и две дочери.

## Память
Память Павла Петровича Третьякова увековечена следующими атрибутами:
- Доска габбро с портретом и надписью: «Третьякову Павлу Петровичу, первому начальнику ПКБ ручного оружия (КБ приборостроения), выдающемуся организатору производства и конструктору отечественного оружия». Проходные ГУП КБП[16].
- Бронзовый бюст П. П. Третьякова на Аллее Славы знаменитых тульских оружейников перед зданием-шлемом Тульского Музея оружия[17]
- Бронзовый бюст П. П. Третьякова на Аллее Славы ГУП «КБП»[18].
- Памятник П. П. Третьякову на его могиле[19].